# 张古江
张古江（1963年4月15日—），男，天津武清人，中华人民共和国政治人物。中共河北省委党校在职研究生学历，中国农业大学农业推广硕士学位。曾任中共河北省委常委、中共唐山市委书记。

## 生平
1982年8月参加工作，1984年加入中国共产党。历任化工部十二化建公司团委副书记、书记；共青团河北省委青工部副部长、部长，副书记；中共承德市委常委、市委组织部部长，市委副书记、市纪委书记，代市长、市长等职。2011年1月因市区停暖事件辞职，改任中共河北省委组织部副部长，次年1月升任常务副部长。2008年，当选全国人大代表。2014年9月25日，任中共邢台市委书记。2016年12月，不再担任中共邢台市委书记。2017年1月，任河北省人民政府副省长。
2020年1月，任中共河北省委常委、中共唐山市委书记。同年3月被免去河北省人民政府副省长职务。
2022年1月，当选政协河北省第十二届委员会副主席。